# Chiesa della Santissima Annunziata (Lucca)
La chiesa della Santissima Annunziata è una chiesa di Lucca.

## Storia e descrizione
Poco è visibile dell'originaria costruzione trecentesca a causa delle ristrutturazioni di fine Settecento e inizi Ottocento che hanno interessato soprattutto l'interno.
Rimane comunque l'aula a navata unica, e trecentesco è anche il portale. 
Alla facciata è addossato un portico databile agli inizi del Quattrocento. 
All'interno della parete del presbiterio, in un fastoso baldacchino settecentesco in stucco, è collocata una delle opere più significative di Michelangelo di Pietro da Lucca, l'Annunciazione, del 1504, ancora completa di lunetta con l'Eterno e di predella con Storie dell'infanzia di Cristo. All'altare della parete sinistra è collocata una tela di Baccio Lomi, con l'Adorazione dei Pastori, del 1585, ed in chiesa è anche una pala con i Santi in adorazione dell'eucaristia attribuita a Giovanni Marracci.